# Di Canossa

Stemma di Casa Canossa di Verona

Di Canossa, antica nobile famiglia che la tradizione vuole della stessa stirpe della Grancontessa Matilde, tradizione però non confortata da alcun documento. La famiglia si divise nel 1412 in due rami: uno rimase in Emilia e l'altro passò a Verona, questo ancora fiorente. Alla metà del Cinquecento consolidarono la loro posizione costruendo in città un sontuoso palazzo, opera dell'architetto Michele Sanmicheli. Famiglia iscritta nel Consiglio nobile di Verona.

## Esponenti illustri

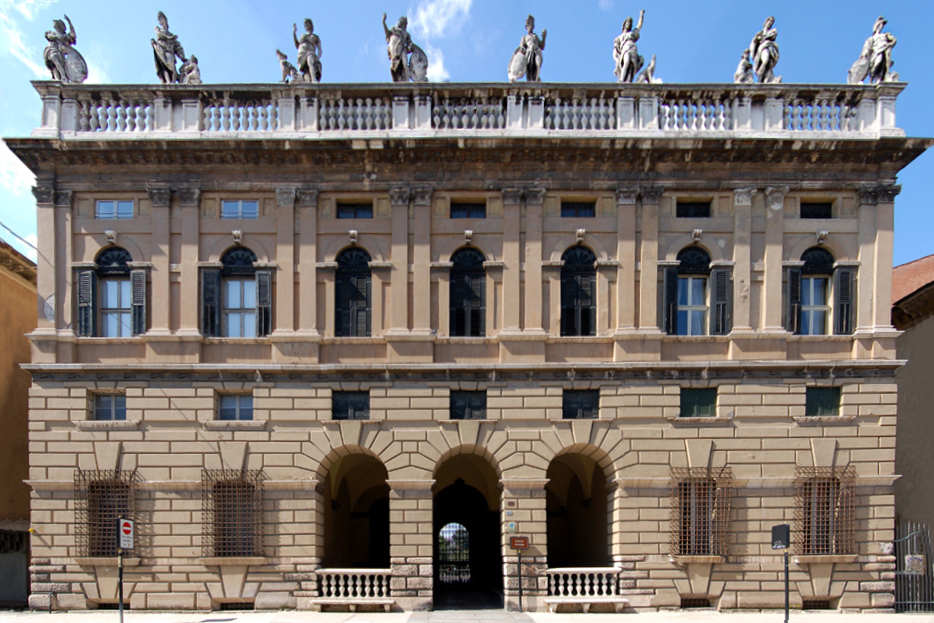
Verona, Palazzo Canossa

Lo storico veronese Alessandro Canobbio (in Origine della nobilissima e illustrissima Famiglia Canossa, 1593) ha stilato la seguente genealogia:
- Gaio Atio (V secolo), fondatore della Casata, discendente dalla Gens Atia, famiglia della Roma antica;[7]
- Acatio, figlio di Foresto (?-453), cavaliere a difesa di Concordia e Aquileia;[7]
- Azzo (?-970);[8]
- Valderta (X secolo), coniuge del doge di Venezia Pietro III Candiano;[9]
- Sigilberto (?-995);[10]
- Ugone;[11]
- Tedaldo di Canossa (?-1012),[12] conte di Brescia dal 980, Modena, Ferrara e Reggio dal 981, e di Mantova;
- Bonifacio di Canossa (985-1052),[13] margravio di Toscana dal 1027 alla morte. Padre di Matilde di Canossa, fu uno dei signori più potenti del suo tempo[14]
- Matilde di Canossa (1046-1115),[15] la Grancontessa, potente feudataria;
- Guido di Canossa (XII secolo),[16] conte, investito nel 1160 dall'imperatore dei feudi di Bianello e Canossa, appartenuti a Matilde;[2][17]
- Gabriotto di Canossa (XIV secolo), figlio di Albertino, investito del feudo di Bianello col titolo di conte;[1][18]
- Baccarino di Canossa (1312),[18]  nacque dal conte Gabriotto da Canossa che, alla sua morte, gli lasciò in dono il castello di Canossa con alcuni altri luoghi vicini e più ventisette villaggi molto ricchi presso Modena e Reggio[19]. Alla sua morte andarono in eredità al figlio Simone di Baccarino da Canossa, che combatté per gli Estensi, per famiglie di Milano (Visconti secondo le fonti) e per la Repubblica di Venezia;[20]
- Simone di Canossa (?-post 1432),[21] capostipite del ramo veronese dei Canossa,[22] ebbe dall'imperatore Sigismondo di Lussemburgo il castello di Canossa e il titolo di conte;[1]
- Ludovico di Canossa (1475-1532), vescovo;[1][23]
- Galeazzo di Canossa (1480-1541), cavaliere al servizio della casata D'Este,[1] sposò Isabella Guerrieri Gonzaga (?-1565);[24]
- Giulia di Canossa (?-1593),[25];
- Girolamo di Canossa (?-post 1560), figlio di Galeazzo;[26]
- Tullia di Canossa, figlia di Paolo[27];
- Adelaide Felicita di Canossa (XVII secolo), sposò nel 1692 Maximilian Cajetan von Toerring-Seefeld;[28]
- Carlo di Canossa (XVIII secolo), ebbe il titolo di marchese;[2]
- Santa Maddalena di Canossa (1774-1835), fondatrice delle Figlie e dei Figli della Carità;[1]
- Luigi di Canossa (1809-1900), creato cardinale nel 1877 da papa Pio IX.[1]
- Ottavio di Canossa (1820-1905), politico italiano, deputato del Regno d'Italia

### Arma dei Canossa di Verona
Di rosso, al cane bracco rampante d'argento collarinato e affibbiato d'oro, tenente fra i denti un osso al naturale.

## I Canossa di Mantova

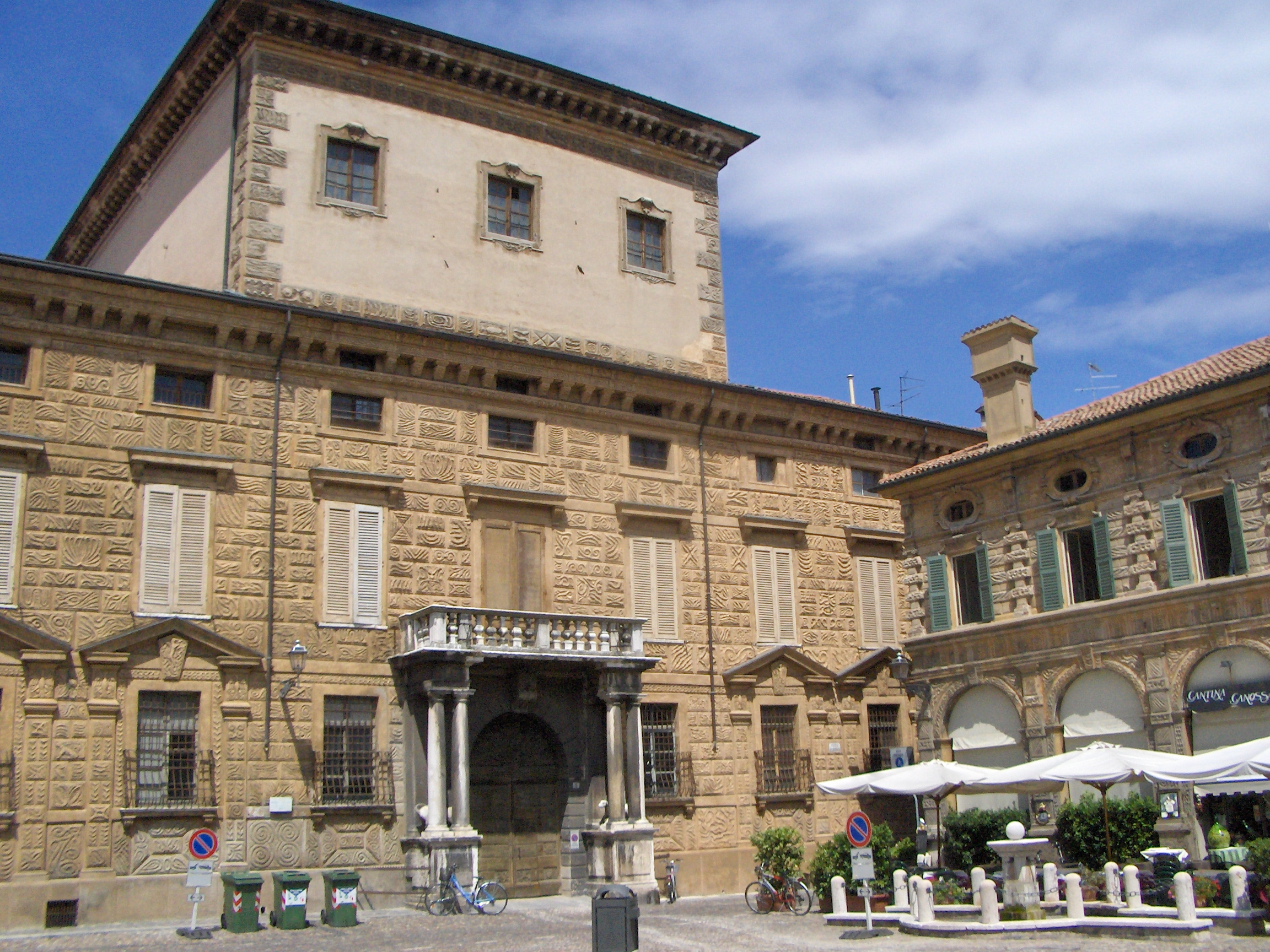
Mantova, Palazzo Canossa

Un ramo della famiglia veronese si stabilì a Mantova nel XVII secolo. In nessuna maniera imparentati con la dinastia attonide, ma entrati in possesso del feudo canossano secoli dopo la morte di Matilde di Canossa, si distinsero per essere stati al servizio dei Gonzaga. Furono investiti del feudo di Calliano dal duca di Mantova Vincenzo I Gonzaga, che nominò anche cavalieri dell'Ordine del Redentore alcuni esponenti della famiglia: Galeazzo e Giovan Tommaso Canossa. A Mantova fecero erigere nel Seicento un sontuoso palazzo, nella piazza Canossa che porta il nome di Matilde di Canossa.
Si distinsero particolarmente:
- Giovan Tommaso di Canossa (XVI secolo), governatore per i Gonzaga del Monferrato:
- Louis di Canossa (?-1687), figlio di Giovan Tommaso, commissario imperiale per l'Italia.